# Syllepte ningpoalis
Syllepte ningpoalis is een vlinder uit de familie van de grasmotten (Crambidae). De wetenschappelijke naam van deze soort is voor het eerst voorgesteld als Botys ningpoalis door John Henry Leech in een publicatie uit 1889.
De soort komt voor in China (Zhejiang), Zuid-Korea en Japan.